# رباط التزلج
رباط التزلج هو جهاز يربط حذاء التزلج بالزحلوقة. قبل اختراع مصاعد التزلج عام 1933، كان المتزلجون يصعدون وينزلون ويعبرون البلاد على نفس المعدات. نظرًا لأن مصاعد التزلج أصبحت أكثر انتشارًا، أصبحت الزلاجات - وروابطها - متخصصة بشكل متزايد، وتم التمييز بين أنماط التزلج في جبال الألب (أسفل التلال) وأنماط التزلج الاسكندنافية (عبر الضاحية، تيليمارك، والقفز على الجليد). حتى نقطة الاختلاف في منتصف القرن العشرين، كانت الروابط تثبت مقدمة الحذاء الجلدي المرن على التزلج وتسمح للكعب بالارتفاع عن المزلاج، وعادةً ما يكون ذلك على شكل حزام أو كابل حول الكعب.

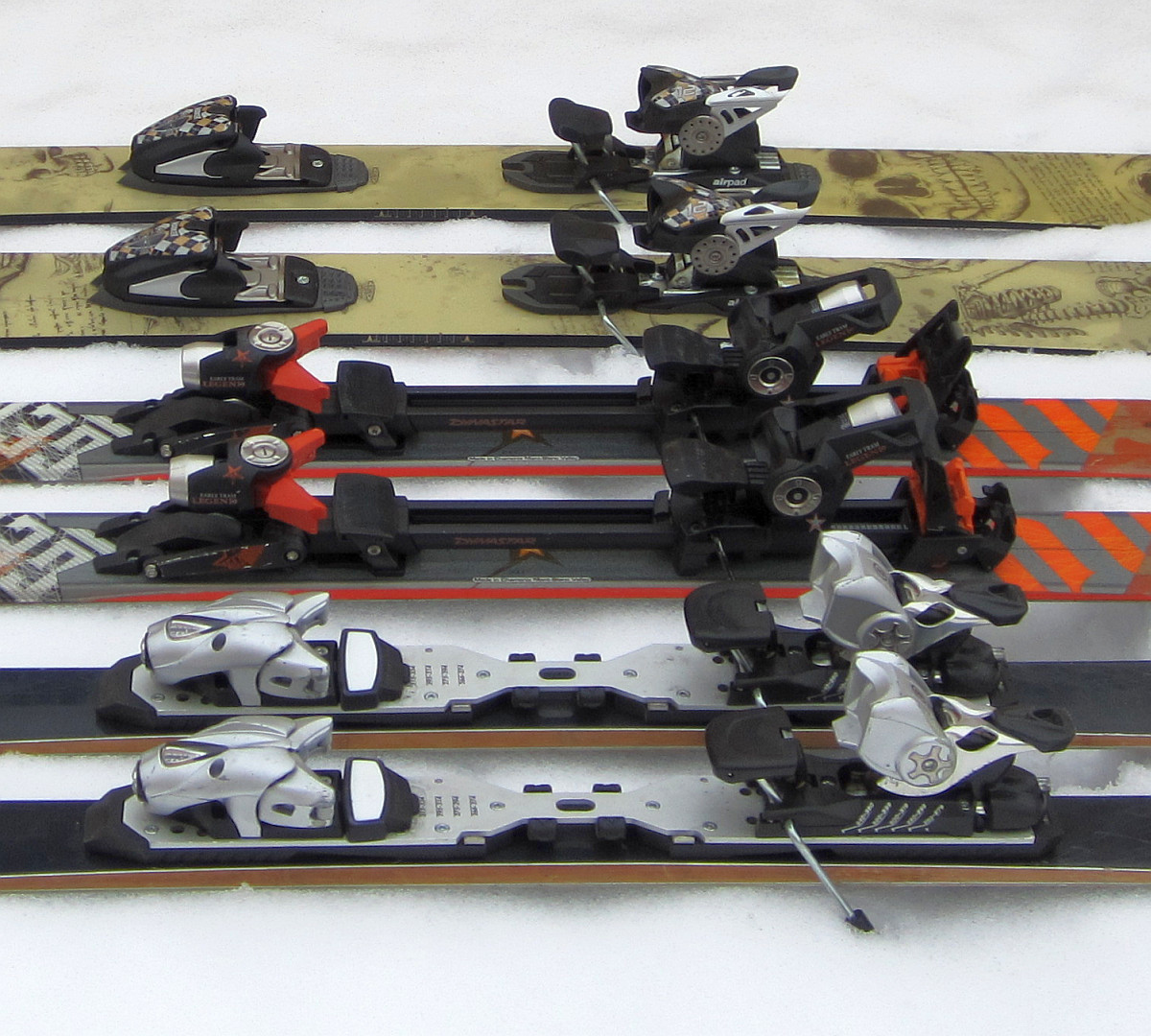
روابط التزلج في جبال الألب

لمعالجة الإصابات الناتجة عن السقوط أثناء التزلج على المنحدرات على مثل هذه المعدات، ظهرت اربطة التزلج مع القدرة على تحرير كعب الحذاء بشكل جانبي، في النماذج المبكرة، وتحرير الحذاء للأمام والخلف، في النماذج اللاحقة. أصبحت اربطة التزلج على المنحدرات موحدة لتناسب أحذية التزلج البلاستيكية وتضمنت فرامل مدمجة تسحب في الثلج بعد انفصال الزحلوقة عن الحذاء.
تطورت أربطة التزلج عبر البلاد من كونها ألواح ربط معدنية بسيطة منحنية مع دبابيس، والتي كانت تحمل مقدمة حذاء جلدي مربع الأصابع تحت حزمة سلكية، لتصبح أنظمة موحدة تحمل حذاءًا بلاستيكيًا، متصلة بشريط في فجوة في مقدمة الحذاء.
تشتمل أربطة التزلج في الريف الخلفي والقفز وجولة جبال الألب على ميزات موجودة في روابط جبال الألب والشمال.

## تاريخ
قبل أربعينيات القرن التاسع عشر، كانت أربطة التزلج عبارة عن حزام جلدي مثبت على مقدمة الحذاء، مشابه لتلك المستخدمة في أحذية الثلوج.

### نورهايم — كاليفورنيا. 1850
أظهر سوندر نورهايم تزلج تلمارك قبل عام 1866، ومنعطف (Open Christiania) في عام 1868، وكلاهما أصبح ممكنًا بفضل تصميم ملزم يعود تاريخه إلى أواخر أربعينيات القرن التاسع عشر. أضاف هذا حلقة من جذور البتولا الملتوية التي امتدت من حلقات الأصبع لجذر البتولا الموجود حول كعب الحذاء والظهر. سمح هذا للكعب بالارتفاع كما كان من قبل، للمشي والانزلاق، ولكن من الأفضل تثبيت الأحذية على الزلاجات مما يسمح بمزيد من التحكم. وقد مكن هذا نورهايم من التحكم في الزلاجات بقدميه وساقيه، ليحل محل التقنية السابقة المتمثلة في جر عمود كبير في الثلج من جانب أو آخر لسحب المتزلج في هذا الاتجاه. أدى هذا التحكم إلى تطوير منعطفات التزلج تلمارك و ستيم كريستي.

### هويتفيلدت – 1894

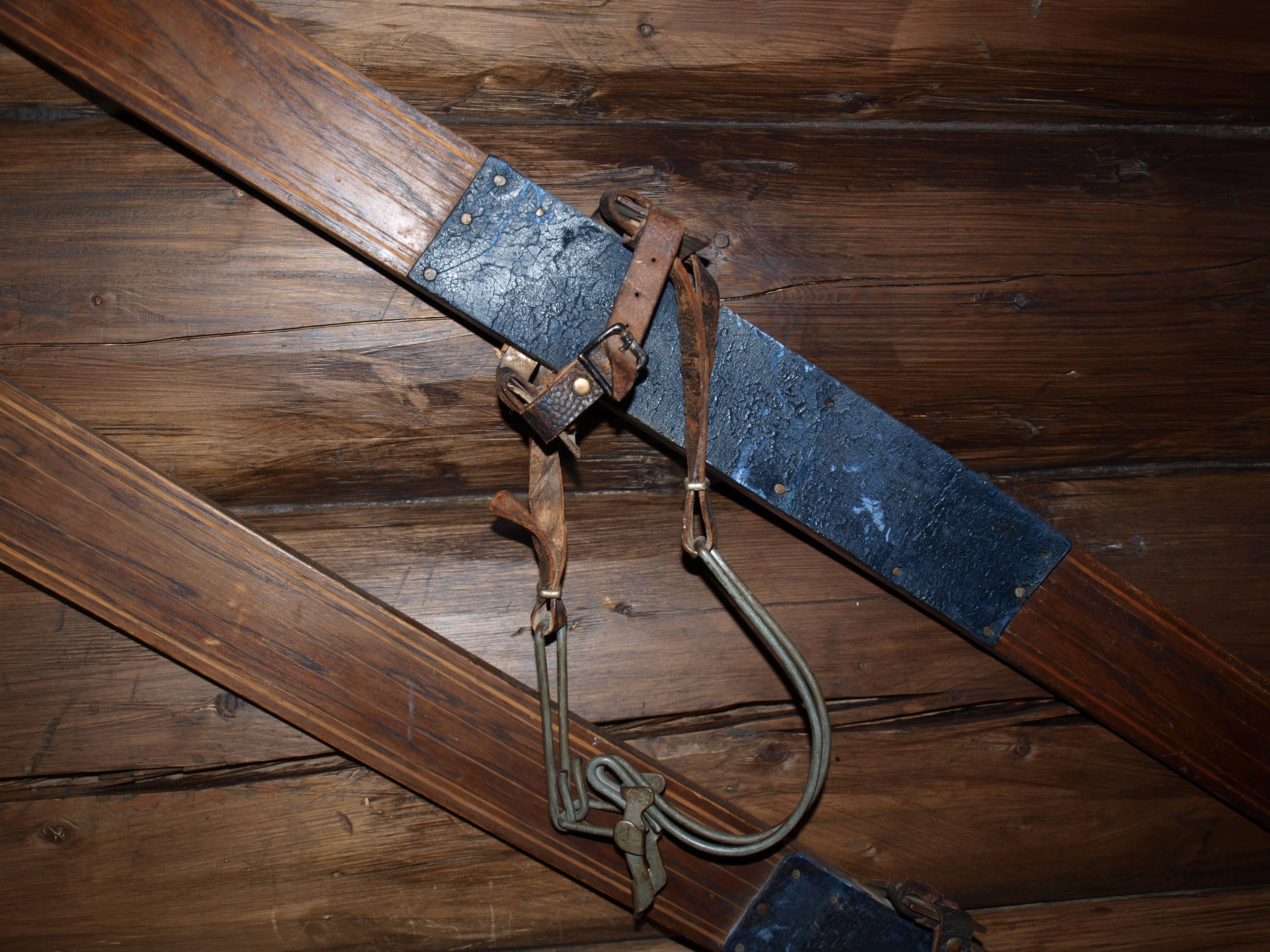
نموذج متأخر من طراز هويتفيلدت ملزم. يمر مشبك كعب القدم عبر قلب التزلج لينحني على كلا الجانبين. يستخدم هذا الطراز حزام كعب معدني مزود بإبزيم رافعة بدلاً من التصميم المصنوع من الجلد بالكامل.

بدءًا من عام 1894، اخترع فريتز آر هيتفيلدت رابطًا بحديد آمن عند أصابع القدم مما سمح للكعب بالتحرك بحرية وتطور خلال ثلاثينيات القرن العشرين باعتباره التصميم القياسي. ومن ابتكاراته:
- إضافة أقواس معدنية رأسية على جانبي الزلاجة لتثبيت حذاء التزلج (1894)، وتم تعزيزها في عام 1897 عن طريق تمرير الدعامة الحديدية عبر فتحة مستطيلة من أحد جانبي الزلاجة إلى الجانب الآخر، قبل ثني الألسنة.
- قم بتمرير أحزمة أصابع القدم من خلال الفتحة المستطيلة وتوفير إبزيم فوق الجزء العلوي من الحذاء، وربطه بالأقواس وربط الحذاء بإحكام في مكانه.
- تمرير حزام فوق الكعب الحر، تم تعزيزه في عام 1904 باستخدام رافعة كامة بديلة للإبزيم فوق الكعب، يُسمى "تبديل هوير-إلفسين".

المتزلجون الذين يرغبون في تثبيت كعبهم على المزلاج، استخدموا حزامًا "طويلًا". وشملت الابتكارات الأخرى:
- قام ماثياس زدارسكي بتطوير رباط التزلج الذي استبدل حزام الكعب بلوحة معدنية طويلة أسفل نعل الحذاء، ومفصلة من الأمام للسماح للكعب بالارتفاع، في أوائل القرن العشرين. تم تثبيت الكعب على اللوحة بواسطة حزام قصير متصل بالخلف.[3]
- تقديم ماريوس إريكسن عام 1920 للألواح المُشكَّلة مسبقًا والتي تم تثبيتها بالبراغي أعلى الزلاجة.
- اختراع جويدو رويجي عام 1929 لربط قندهار، والذي يتضمن رافعة رمي أمامية تعمل على شد كابل الكعب عبر أقواس كعب القدم المثبتة على المزلاج وأصبح يعرف باسم ربط الكابل.[4]

### روتيفيلا — 1927
تم تطوير رباط روتفيلا في عام 1927 بواسطة برور ويذ."روتيفيلا"تعني"مصيدة الفئران" باللغة النرويجية. تحتوي اللوحة المعدنية المضغوطة المنحنية على ثلاثة أو أربعة دبابيس عالقة في مقدمة الحذاء ذو المقدمة المربعة، والتي تم تثبيتها بكفالة معدنية. بعد الانتصارات في دورة الألعاب الأولمبية الشتوية لعام 1928 في سانت موريتز، ظل الغلاف هو النوع القياسي للتزلج الريفي على الثلج خلال معظم القرن واستمر باعتباره المعيار الشمالي، الذي تم تصنيعه بواسطة روتيفيلا وشركات أخرى.

### كابل – 1929

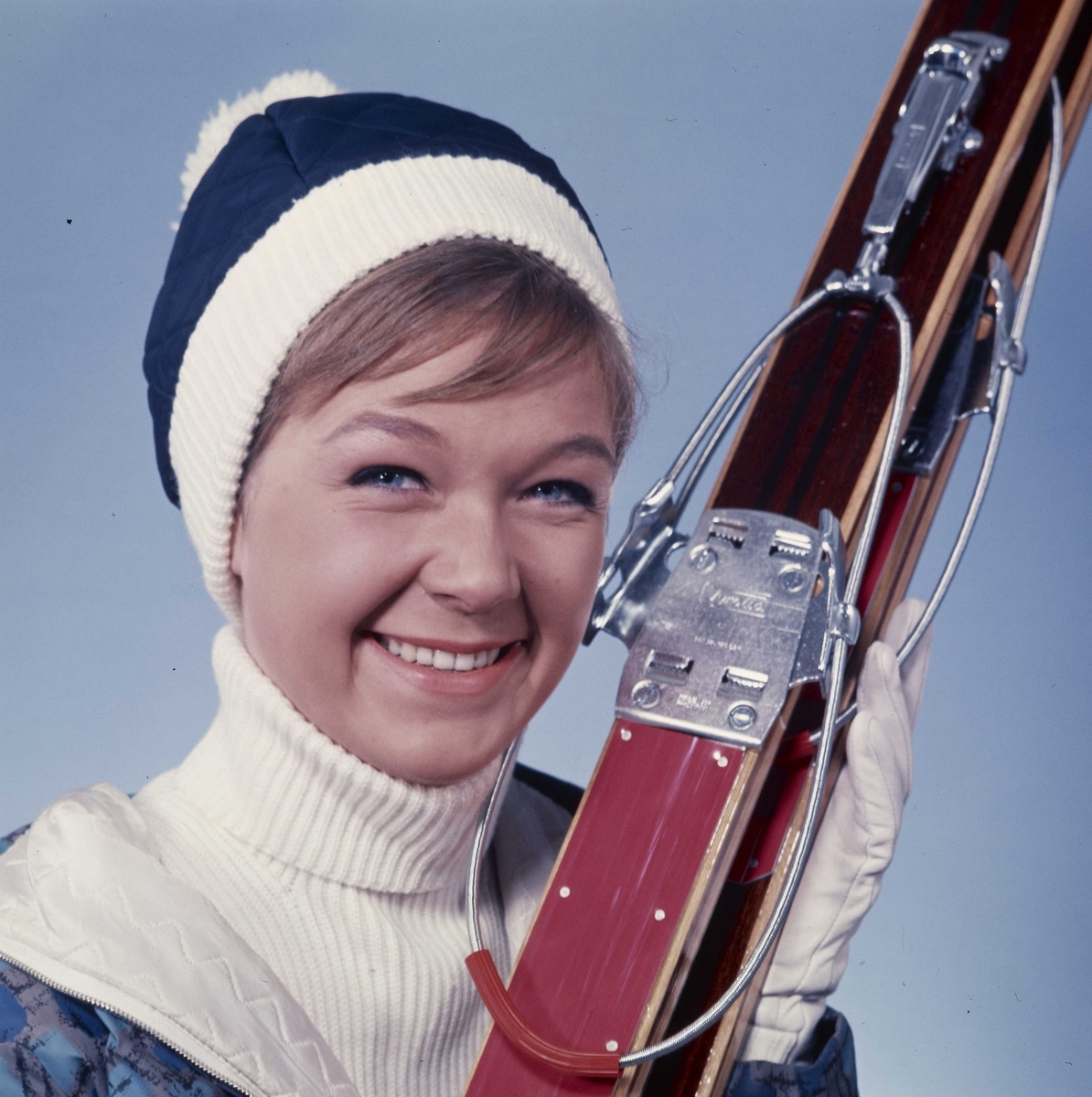
ربط الكابل

سمح إدخال رباط الكابل بأن يصبح ستيم كريستي معيارًا في المنحدرات، ولزيادة دعم هذا النمط من التزلج، اخترع المتسابق السويسري غيدو روج في عام 1929 ربط كابل بمشابك فولاذية أسفل كعب الحذاء لتمكين تثبيت الكعب لأسفل. للأجزاء المنحدرة. أطلق على المنتج اسم "قندهار" لسباقات كأس قندهار الدولي للتزلج. عند استخدامه في سباقات جبال الألب، أدى ربط قندهار إلى إصابات خطيرة في الساق، وبحلول عام 1939 بدأت التجارب بشكل جدي على الأربطة التي من شأنها أن تطلق الحذاء في حالة السقوط.

### ساف سكي — 1937
كسر هيلمار هفام ساقه أثناء التزلج، وأثناء تعافيه من الجراحة، اخترع رباط مقدمة القدم ساف سكي في عام 1937، والذي باعه لاحقًا تحت شعار "هفوم مع هفام". كان هذا مشبكًا معدنيًا ذو قمة هرمية تتناسب مع فتحة مقطوعة في نعل حذاء التزلج. عندما تم تدوير الحذاء للأمام، ارتفعت الفتحة الموجودة في مقدمة القدم في النهاية فوق الهرم المعدني، مما يسمح كعب القدم بالتحرر من المزلاج. تم النظر إلى النظام بعين الريبة من قبل المتزلجين المحترفين، خاصة عندما أطلق أولاف روديجارد سراحه أثناء السباق. ومع ذلك، عزا روديجارد الفضل في إطلاق سراحه إلى إنقاذه من كسر في ساقه. في حقبة ما بعد الحرب، باعت شركة هفام عدة آلاف من أزواج زلاجات ساف، في عصر كان فيه التزلج على جبال الألب في بداياته. استمر هفام في بيع زلاجات ساف في الستينيات، ولكن في عام 1966 ارتفعت أسعار التأمين الخاصة به بشكل كبير لدرجة أنه أُجبر على الخروج من السوق.

### لوك نيفادا – 1950
يمثل تقديم لوك نيفادا في عام 1950 تقدمًا كبيرًا في اربطة التزلج. أمسك نيفادا مقدم القدم المتمركز فوق المزلاج باستخدام إصبعين معدنيين على شكل حرف V مقلوب. تم تدوير الأصابع للسماح بالحركة على الجانبين، وتمركزت بزنبرك. أثناء السقوط، يمكن أن يتغلب الالتواء الجانبي على قوة الزنبرك ويسمح بتحرير الحذاء مباشرة إلى الجانب. تم نسخ هذا التصميم بسرعة من قبل البائعين الآخرين، ولا سيما ماركر، وكان له أول تأثير حقيقي على هيمنة الروابط ذات الأصابع الثابتة. بحلول أواخر الخمسينيات من القرن العشرين، كان هناك حوالي 35 ربطًا مختلفًا لأصابع القدم في السوق الأمريكية، معظمها يستخدم كابل كعب عادي على طراز قندهار.

### كوبكو – 1950
كان أول رباط حديث للكعب والقدم للتزلج على جبال الألب هو رباط كوبكو، الذي تم تقديمه لأول مرة في عام 1950 ولكنه لم يحظى بشعبية حتى عام 1960 تقريبًا. واجه ربط تحرير الكعب مشكلة عدم وجود مكان واضح للربط به على الكعب، لذا قامت كوبكو بحل هذه المشكلة عن طريق ربط مشابك معدنية صغيرة في نعل الحذاء. أدى هذا أيضًا إلى القضاء على التغييرات في الأداء مع تآكل نعل الحذاء، أو تغير هندسة النعل مع تآكل الحذاء في قدم المتزلج.

### إطلاق الإصبع – الستينيات
قدم ماركر حذاء روتومات، الذي تمسك بالنعل حيث امتد إلى ما بعد الكعب، وسرعان ما حذت شركة لوك حذوها بتصميم الجائزة الكبرى (Grand Prix). بحلول منتصف الستينيات، كانت روابط التحرير التي تعمل على كل من الكعب وأصابع القدم شائعة، وبحلول أواخر الستينيات، اختفى رباط الكابل من التزلج على جبال الألب.

### أنظمة الألواح – السبعينيات
كانت إحدى مشكلات الاريطة التي اصدرت في الستينيات هي أن الأحذية لم تكن موحدة، وقد يكون الرباط الذي يعمل بشكل جيد على حذاء واحد خطيرًا على حذاء آخر، أو قد يصبح خطيرًا بمرور الوقت مع تغير الحذاء. أدى ذلك إلى إدخال اربطة الألواح، والتي تستخدم لوحة معدنية مثبتة بإحكام على نعل الحذاء، وروابط مثبتة على اللوحة. يمكن إزالة اللوحة بسهولة للمشي. كانت عمليات ربط الألواح شائعة في الولايات المتحدة في السبعينيات، ولا سيما روابط (BURT القابلة للسحب) وسبادمان، ولكنها لم تنتشر بأي طريقة رئيسية في أوروبا. مع تزايد تزايد سوق التزلج على جبال الألب تحت سيطرة الشركات الأوروبية، اختفت ألواح الربط، على الرغم من سجلات السلامة الممتازة الخاصة بها.

### الأنظمة البلاستيكية المتوافقة مع الحذاء – السبعينيات

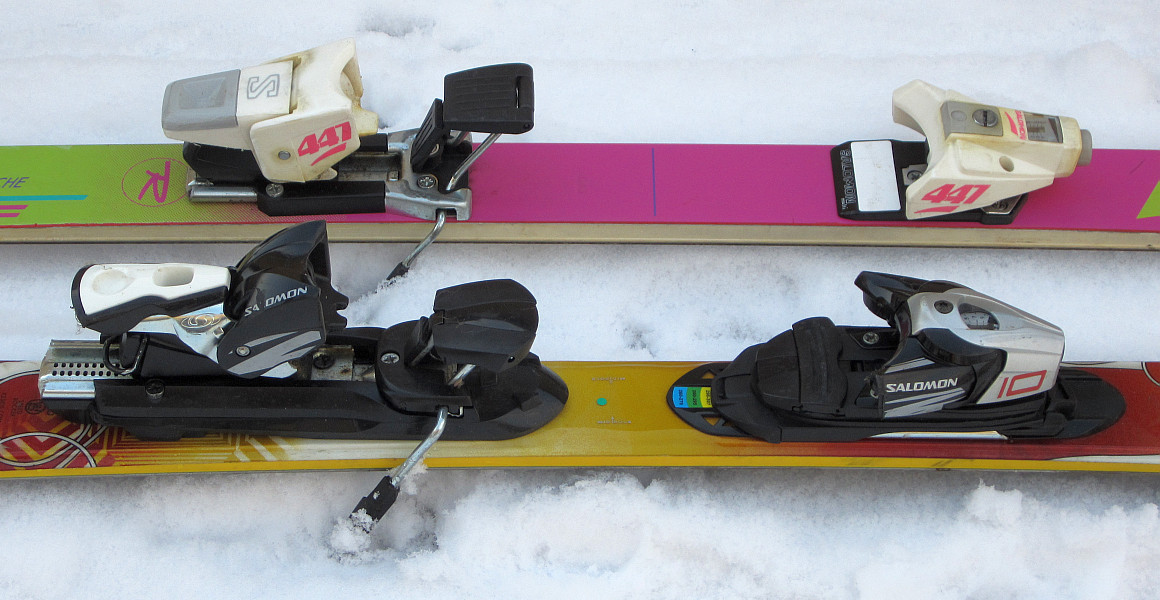
أربطة تزلج جبال الألب، تتميز بمكابح تزلج مدمجة وكعب يمكن إزالته (حوالي الثمانينيات، في الخلف، في العقد الأول من القرن الحادي والعشرين، في الأمام).

كان اختفاء الألواح والأنظمة البديلة نتيجة لمجموعة من العوامل، أبرزها إدخال الأحذية البلاستيكية الصلبة الموحدة. تم تقديم البلاستيك لأول مرة بواسطة لانج كوسيلة لتحسين تصميمات الجلود الموجودة. مع انتشار المادة الجديدة في الصناعة، تم توحيد القطعة الوحيدة للسماح بتثبيت أربطة مقدمة القدم والكعب. يتمتع البلاستيك بمزايا كونه أكثر صلابة من الجلد، ولا يتغير شكله بمرور الوقت، وله خصائص احتكاك يمكن التنبؤ بها سواء كان رطبًا أو جافًا. يمكن تكييف الأحذية والأربطة الجديدة بسهولة مع أي تزلج لأي متزلج. بدأت معدلات الإصابة الناجمة عن التزلج على جبال الألب في الانخفاض مع الإدخال التدريجي لوسادة تيلفون المضادة للاحتكاك في عام 1972 تقريبًا.

### أنظمة الشمال – السبعينيات
استكشفت شركة أديداس بديلاً لرابط نورديك نورم في عام 1975 من خلال علامة تبويب بارزة من الحذاء تم تثبيتها في غلاف بلاستيكي ضيق. أنتج سالومون حذاء تزلج مزودًا بحلقة معدنية تبرز من مقدمة الحذاء، والتي تم تثبيتها في غلافها. تبع ذلك نظام الربط نظام سالومون الاسكندنافي لعام 1979، والذي تم ربطه بقضيب مدمج في فتحة في مقدمة حذاء التزلج. تمت محاكاة هذا التكوين الملزم بواسطة روتيفيلا والشركات المصنعة الأخرى باسم القاعدة الاسكندنافية الجديدة.

## جبال الألب
تحتوي أربطة التزلج على جبال الألب على وظيفتين: 1) الاحتفاظ بحذاء التزلج على المزلاج، 2) تحرير حذاء التزلج من المزلاج في حالة السقوط لمنع إصابة المتزلج. تتضمن وظيفة الاحتفاظ عادةً الدخول إلى إصبع القدم المقيد أولاً والضغط لأسفل بكعب حذاء التزلج، مما يؤدي إلى تعشيق الكعب. تشتمل وظيفة التحرير على محورين رئيسيين للعمل: للأمام والخلف على طول التزلج، والالتواء، والدوران فوق الجزء العلوي من التزلج. تسمح الروابط بقدر معين من ثني موضع التمهيد قبل أن يتم تحريرها تحت الضغط أثناء السقوط.
يتم تعيين كل ربط لقيمة المعهد الألماني للتوحيد القياسي التي تحدد مدى سهولة تحريره في حالة السقوط، بناءً على معلمات طول المتزلج ووزنه وعمره وقدرته (يتم تصنيفها من واحد للمبتدئين إلى ثلاثة للمتزلج المتقدم). تمنع فرامل الثلج الزلاجة من التحرك عندما لا تكون متصلة بالحذاء. تشمل الشركات المصنعة الكبرى لأربطة التزلج على جبال الألب ما يلي:
- كانت اتوميك (التي تحمل أيضًا العلامة التجارية "Ess") رائدة في منصة الربط القابلة للتعديل للأمام والخلف.
- جزي، الذي كان رائدًا في إطلاق إصبع القدم لأعلى، في حالة السقوط إلى الخلف.
- لوك، الذي كان رائدا في القرص الدوار للكعب.
- ماركر، التي كانت رائدة في مفصل "الكاميرا المزدوجة" لقطعة إصبع القدم لإطلاق الحذاء بشكل جانبي.
- سالومون، الذي كان رائدًا في استخدام المواد البلاستيكية المركبة في التجليد.
- تيروليا، التي قدمت نظام المرفقات "المرن"، باستخدام دبابيس على الرابط تعمل على إحداث ثقوب في صندوق السيارة.

### جولة جبال الألب

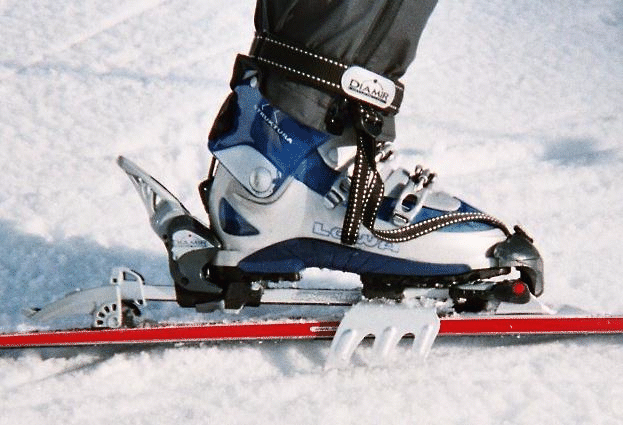
حذاء التزلج لجولة جبال الألب، وحزام التزلج

يتيح رباط جولة جبال الألب (أو Randonee) للمتزلج أن يكون كعب حذاء التزلج حرًا ومقدمة حذاء التزلج في الربط عند استخدام تقنيات التزلج الاسكندنافية لجولات التزلج، والحصول على كل من الكعب ومقدمة الحذاء. يتم ربط حذاء التزلج عند استخدام تقنيات التزلج على جبال الألب للنزول إلى الجبل. تم تصميم معظم روابط الرحلات لأحذية التزلج التي تندرج تحت أحد مواصفات المنظمة الدولية للمقاييس (ISO):
- ISO 5355:2019 لأحذية جبال الألب التقليدية. في هذا الاختلاف، يقع المحور في مقدمة الغلاف.[19]
- ISO 9523:2015، للأحذية التي يتم فيها تشكيل المحور عند واجهة التمهيد/الربط.[20]

عادةً ما يكون الإعدادان غير متوافقين من حيث أن المبدأ الذي يتم من خلاله تثبيت الحذاء على المزلاج مختلف. تعمل روابط "Tech" على ربط حذاء التزلج باستخدام دبابيس، والتي تثبت كعب القدم لأسفل وتتفاعل مع الكعب في وضع الهبوط. تحتوي حوالي 50% من أحذية التزلج على الملحقات اللازمة. تعمل روابط "الإطار" بشكل مشابه لروابط جبال الألب العادية، حيث تمسك بحاشية في كعب الحذاء في وضع الهبوط.
تشمل الشركات المصنعة لروابط الرحلات في جبال الألب ما يلي: أتوميك/سالومون، وبلاك دايموند، ودينافيت، وفريتشي، والعتاد الدليلي العام، وماركر.

## الاسكندنافية (Nordic)

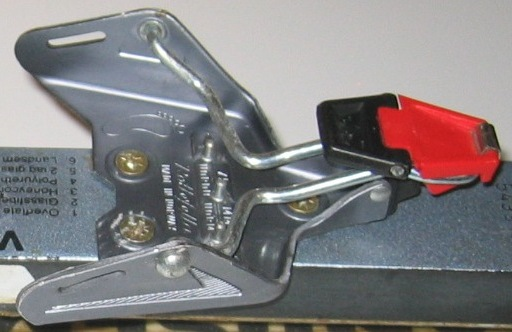
رباط نورديك نورم عبر البلاد بثلاثة دبابيس تتوافق مع الثقوب الموجودة في إصبع حذاء التزلج وكفالة بمزلاج لتضييق إصبع الحذاء.

بدءًا من النصف الأخير من القرن العشرين، ظهرت ثلاثة معايير لربطات التزلج عبر البلاد والتزلج عن بعد: معيار الشمال 75 ملم (NN)، ونظام سالومون الشمالي (SNS)، وقاعدة الشمال الجديدة (NNN). روابط القفز على الجليد متخصصة في هذه الرياضة. الشركات التي تصنع الروابط الشمالية تشمل البينا، فيشر، مادشوس، روسينول، وروتيفيلا.
إن دمج المواد البلاستيكية المرنة في نعال أحذية التزلج سمح لها بأن تكون قوية من الناحية الالتوائية ومن جانب إلى آخر، مع الحفاظ على المرونة الطولية والسماح للكعب بالارتفاع دون الحاجة إلى كابل حول الكعب. أصبح رابط روتيفيلا موحدًا باعتباره رابطًا للقاعدة الاسكندنافية مقاس 75 ملم، ثلاثي الدبوس، والذي انتشر على نطاق واسع بحلول السبعينيات.

### القاعدة الاسكندنافية (NN)
إن دمج المواد البلاستيكية المرنة في نعال أحذية التزلج سمح لها بأن تكون قوية من الناحية الالتوائية ومن جانب إلى آخر، مع الحفاظ على المرونة الطولية والسماح للكعب بالارتفاع دون الحاجة إلى كابل حول الكعب. أصبح رباط روتيفيلا موحدًا باعتباره رباطًا نورديك نورمي مقاس 75 ملم، ثلاثي الدبوس، والذي انتشر على نطاق واسع بحلول السبعينيات.

### نظام سالومون نورديك (SNS)

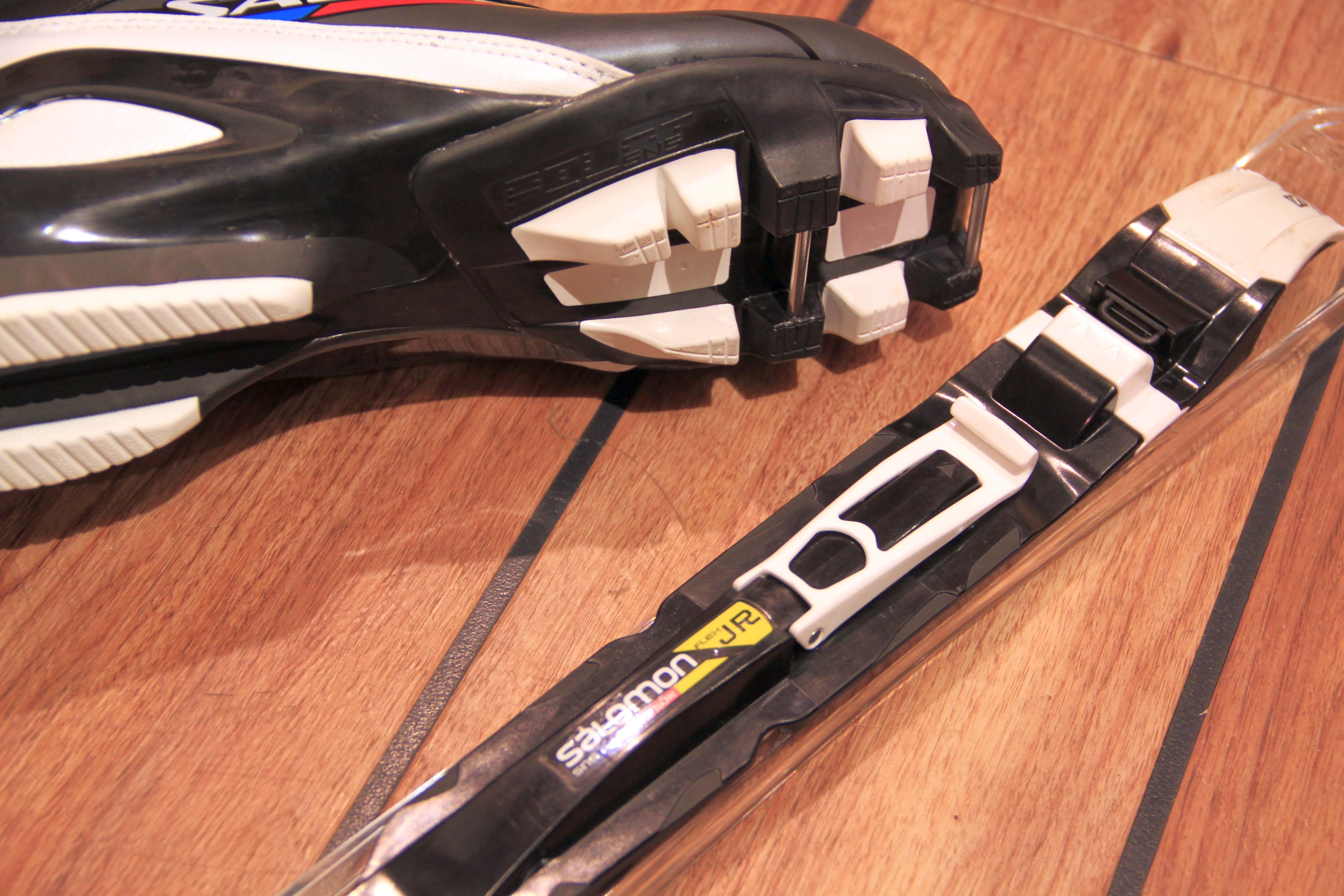
رباط (SNS Pilot) بحافة مركزية واحدة وقضيبي تثبيت في صندوق السيارة

كان نظام سالومون الاسكندنافي (SNS) للتزلج عبر الريف هو أول نظام متكامل لربط الحذاء للتزلج عبر الريف، متبوعًا بالقاعدة الاسكندنافية الجديدة. استخدم الجيل الأول (SNS) شريطًا ملتويًا يبرز من نعل حذاء التزلج. تشغل الأجيال اللاحقة شريطًا غائرًا في مقدمة الحذاء وتدمج حافة واحدة سميكة على طول لوحة الربط. المتغيرات شملت:
- نظام سالومون نورديك: يتم ربطه بقضيب معدني على شكل حرف U يبرز من مقدمة الحذاء
- SNS: يتم تثبيته على شريط معدني مجوف في مقدمة الحذاء.
- SNS Pilot: يضيف فترة راحة لشريط معدني ثانٍ في صندوق السيارة لتعزيز التحكم من جانب إلى آخر.
- SNS X-Adventure: تصميم أقوى يستخدم للتزلج في الريف (يُشار إليه أيضًا باسم SNS – BC).

يمكن استخدام أحذية الطيار مع روابط بروفيل (نماذج اكويب وما شابه ذلك، مع أخدود للمحور التجريبي الثاني)، ولكن لا يمكن استخدام أحذية بروفيل مع روابط بيلوت نظرًا لحافة التوجيه الأوسع للأخيرة.
عرضت شركة عامر للرياضة SNS تحت علامتيها التجاريتين سالومون و أتوميك.
في عام 2007، تخلى فيشر عن SNS وتحول بالكامل إلى تنسيق NIS لنظام NNN.

### القاعدة الاسكندنافية الجديدة (NNN)

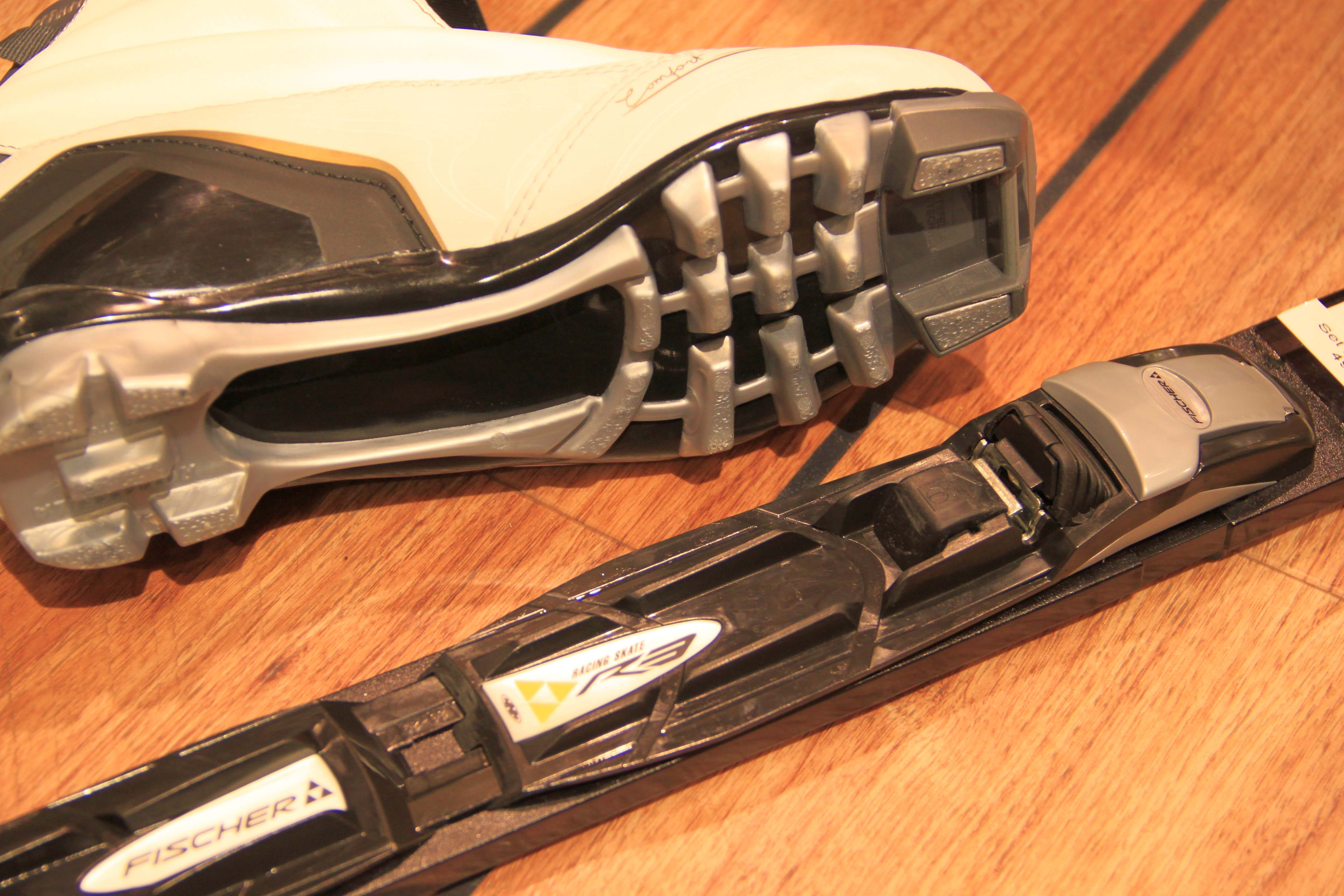
ربط NNN بحافتين، مما يتوافق مع القنوات المقابلة في الحذاء

يحتوي رباط التزلج الريفي على الثلج القاعدة الاسكندنافية الجديدة من روتفيلا على شريط في مقدمة الحذاء متصل بمزلاج مماثل في الغلاف. يتم تقديم الارتباطات في عدة تكوينات، كلاسيكية وتزلج، وجولات وسباقات. روابط الجيل الثاني غير متوافقة مع تصميمات الجيل الأول. يعتبر هذا النظام هو الأساس لألواح الربط المتحركة والمتكاملة والتي تشمل النظام المتكامل الشمالي، والتورناميك، والبرولينك.
تم تصميم الإصدار الأوسع للخدمة الشاقة،NNN – BC، للتزلج في الريف الخلفي.

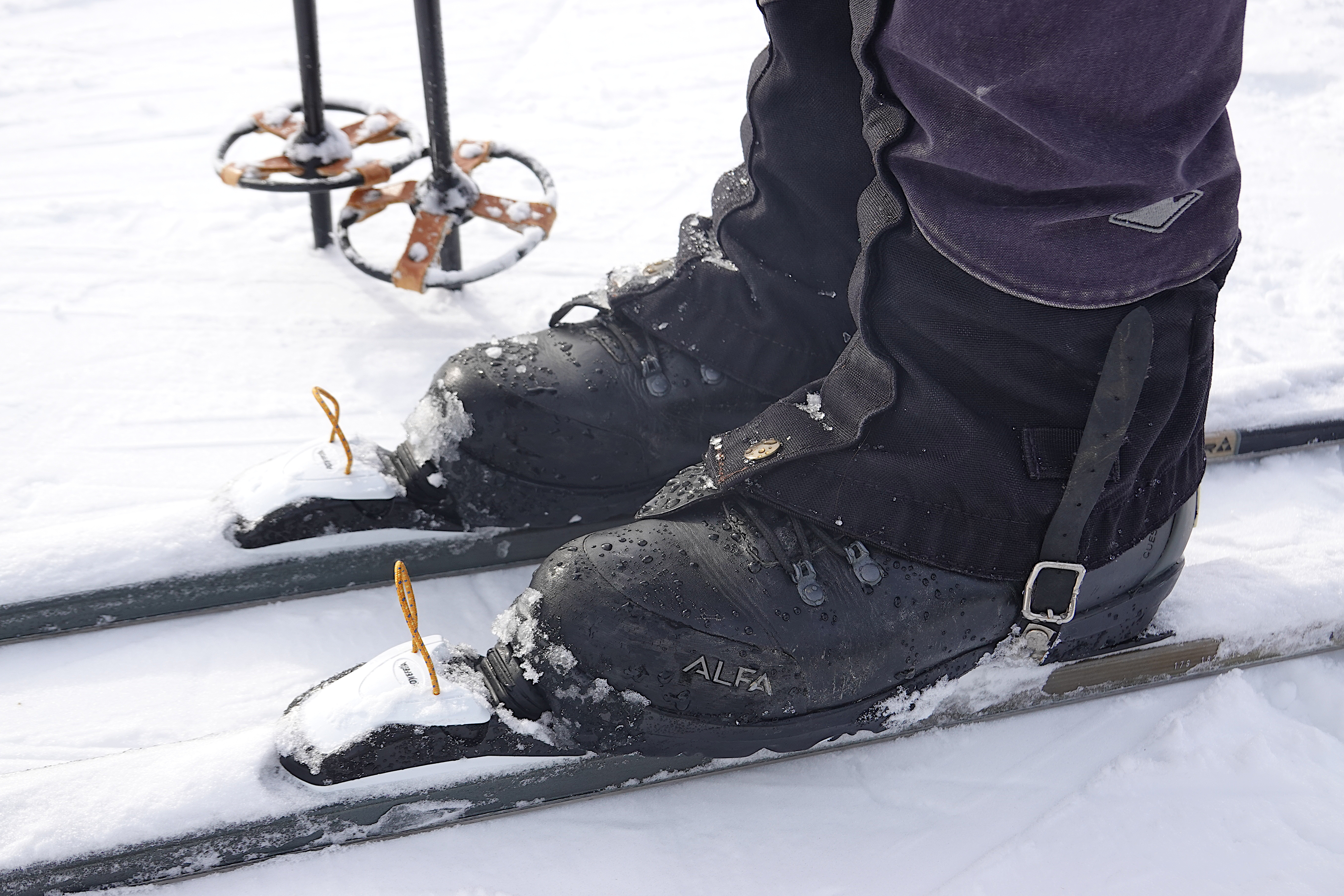
أحذية وأربطة لرحلات التزلج بناءً على معيار NNN-BC

### نظام الشمال المتكامل (NIS)
يشتمل النظام الشمالي المتكامل (NIS)، الذي تم تقديمه في عام 2005 بواسطة روسينول ومادشوس وروتيفيلا وألبينا،  على ملحق كعب قدم متوافق مع NNN في لوحة ربط مدمجة في الجزء العلوي من المزلاج والتي ترتبط بها الروابط، مما يسمح بالتعديل. في الميدان بمفتاح معدني NIS. استخدم التصميم الأولي للوحة ملحقًا متحركًا لضبط الموضع باستخدام أداة. يسمح التحسين بتحريك موضع الربط على اللوحة باستخدام مقبض قفل، أثناء ارتداء الزلاجات. تسمح زلاجات NIS بتثبيت روابط غير NIS.

### تورناميك (IFP)

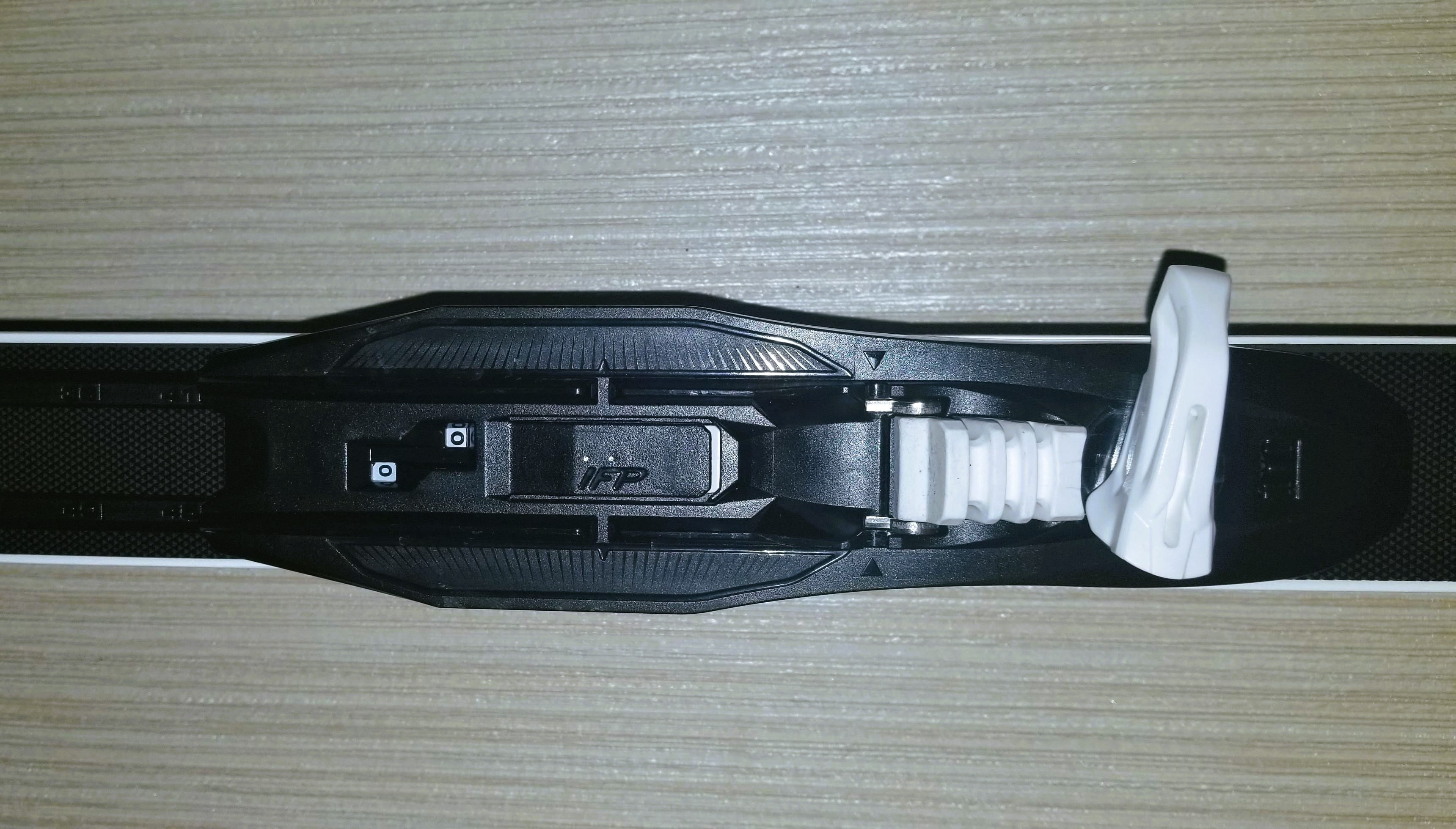
ملزمة تورناميك. ذراع قفل صندوق الأمتعة في وضع "الفتح". يوجد مزلاج IFP في المنتصف (مختوم عليه "IFP")، وتظهر مؤشرات إزاحة الموضع أصفارًا.

في عام 2016، قدم فيشر وروسيجنول رابطًا جديدًا "للوحة التثبيت المتكاملة" (IFP)، والذي يسمح بتعديل موضع الربط المتوافق مع NNN بدون أدوات. يستخدم رابط تورناميك قفلًا متدرجًا للحذاء، ويتم إغلاق القفل أو فتحه عن طريق تحويل الرافعة إلى الجانب.

### برولينك
ومع انخفاض مبيعات أنظمة SNS الخاصة بها، قدمت شركة سالومون نظام برولينك المتوافق مع NNN في عام 2016.

### معيار تيليمارك الجديد (NTN)

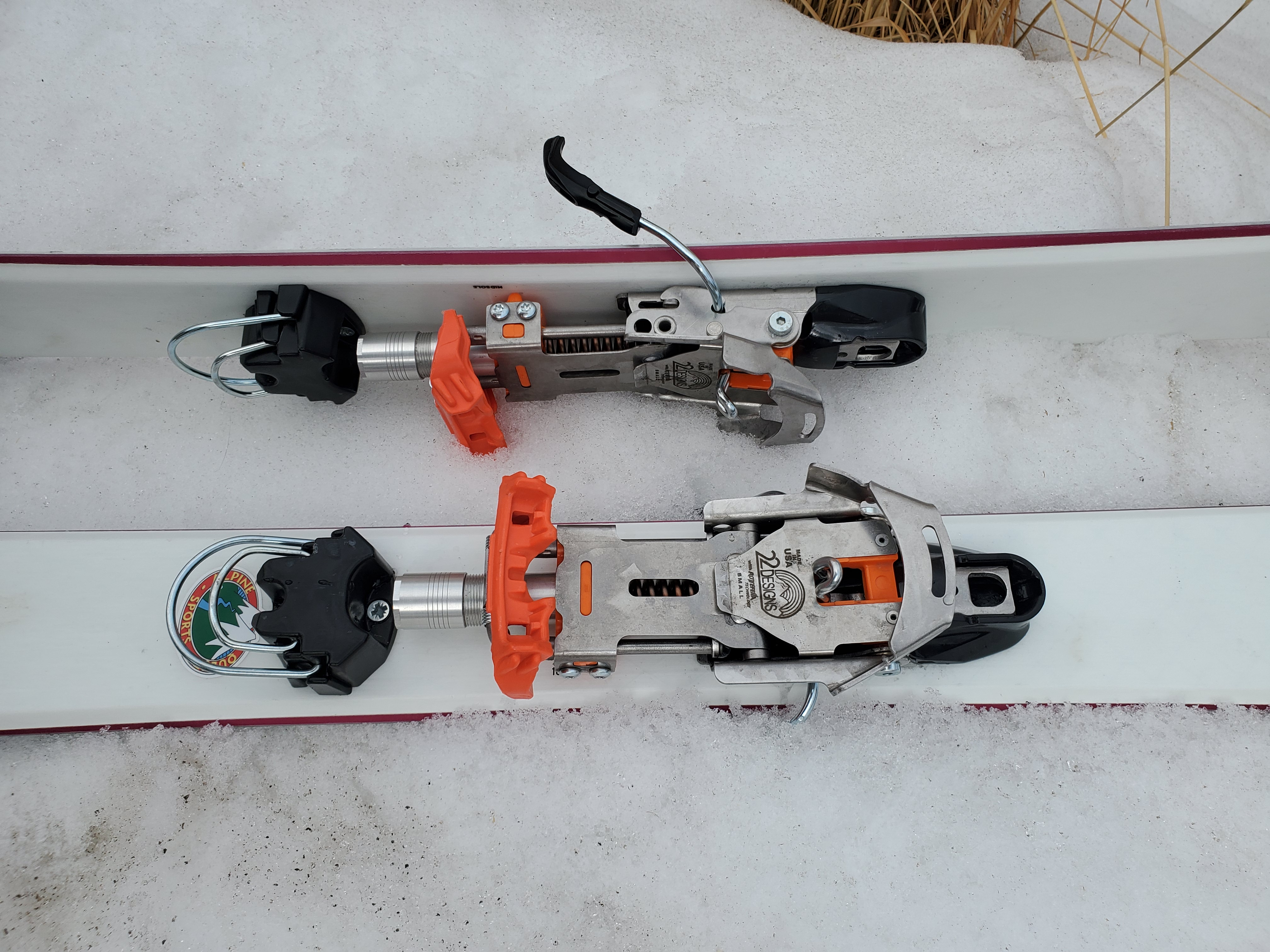
ربط القاعدة الجديدة لتيليمارك (NTN)

في عام 2007، قدمت روتفيلا رابط تيلارك الأسكندنافي الجديد الذي يتميز بإطلاق جانبي وقابلية للتعديل ومرفق كعب القدم المحوري بحرية.

### القفز للتزلج
تُربط أربطة القفز على الجليد بمقدمة الأحذية البلاستيكية ذات المقدمة المربعة والتي تمتد فوق الكاحلين؛ أنها تسمح لكعب الحذاء بالارتفاع عن الزلاجات. وهي مصممة لتحرير الحذاء في حالة السقوط.